# Disa micropetala
Disa micropetala är en orkidéart som beskrevs av Rudolf Schlechter. Disa micropetala ingår i släktet Disa och familjen orkidéer. Inga underarter finns listade i Catalogue of Life.